# 薬丸自顕流
薬丸自顕流（やくまるじげんりゅう）とは、薩摩藩士・薬丸兼陳（やくまる けんちん）が示現流を修めた後、家伝の野太刀の技を元に編み出した古流剣術である。正式名称は野太刀自顕流。薬丸家伝「野太刀自顕流」が短縮され近代になって薬丸自顕流と称されるようになった。野太刀自顕流（のだちじげんりゅう）、薬丸どんの稽古、薬丸流、または単に自顕流とも呼ばれる。薬丸兼義と薬丸兼文は元治元年に『野太刀自顕流掟』を記していることから奥田真夫は「野太刀自顕流」が正式名称であるという。読みが同じな上に、盛んな地域も同じ薩摩のため、しばしば示現流と混同される。

## 歴史
平安時代の伴兼行が伝えた伴氏家伝の「野太刀の技」が源流とされる。兼行は薩摩に下り、大隅の豪族肝付氏の祖となった。肝付氏の分家に薬丸家があり代々家老を務めたが、また家伝の「野太刀の技」をも伝えたという。これに関して、平安時代に野太刀は存在しないため、家伝の「野太刀の技」とは、陣太刀のような単に長い刀の剣術を指しているか、または薙刀のような武器術のことではないかと考えられている。特に戦国期の薬丸湖雲は名将として知られる。肝付氏が島津氏に服属するにあたり薬丸家も島津家の家臣となった。その時の当主・薬丸兼成（壱岐守。湖雲の孫。）は野太刀の技の達人として名高く、耳川の戦いでは初陣の東郷重位（後の示現流開祖）の介添役も務めている。
兼成の孫、薬丸兼陳（如水）は家伝の野太刀の技を学んだが、屋敷が近所で祖父の縁がある東郷重位の門下となった。兼陳の示現流は格別の上達を見せ、ついには五高弟の1人に数えられるまでとなった。かつて系譜の上では、この兼陳を薬丸自顕流の流祖としていたが、明治初年に刊行された『三州遺芳』では自顕流に関して薬丸兼武を9代としており、逆算すると兼成が初代となる。
この後、薬丸家は代々東郷家の高弟となり、東郷家が不振の際にも、あくまでも示現流を盛り立てていった。
一方で薬丸家には家伝の野太刀の技があり、代々の薬丸家当主は示現流の影響を取り入れながら、徐々に独自の剣術を作り出していった。例えば、現在の薬丸自顕流の稽古の一つ「打ち廻り」は兼陳の孫の薬丸兼慶の考案といわれる。
江戸後期の薬丸兼武（長左エ門）に至りついに示現流より独立し、如水伝あるいはジゲン流（自顕流か？）を称した。このとき、示現流との間で弟子の移動があってトラブルになり、また、島津家の覚えも良くなく、兼武は屋久島へ流刑となった。
子の薬丸兼義（半左エ門）の代に藩よりようやく剣術師範家として認められた。薬丸兼義と薬丸兼文は元治元年に『野太刀自顕流掟』を記し正式な文書で初めて流派名を明らかにした。藩主島津斉興は乗り気でなかったと伝えられているにもかかわらず師範家として復活した陰には当時軍制改革の責任者として就任したばかりの家老調所広郷の建議があった。このことは、島津斉彬文書上巻に、“薬丸剣術の採用は調所笑左衛門の取り立てによる”旨があることからも明らかである。天保改革時に磯の別邸で斉興臨席のもと、自顕流が初めて示現流と共に演武をした記録もある。(鹿児島県史料集39 天保改革資料より)兼義は剣名が高く、多くの弟子を育てた。薬丸流は郷中教育に取り入れられ、下級藩士を中心に伝わった。桜田門外の変で井伊直弼の首級を取ったのは薬丸自顕流の門弟有村次左衛門であり、生麦事件で知られる横浜・生麦で島津久光の行列の前を馬で横切ったイギリス人リチャードソンを斬ったのは奈良原喜左衛門である。寺田屋事件で知られる薩摩の尊皇攘夷派と、それを薩摩の公武合体派として制止・鎮武しようとした精忠組も、お互いが薬丸自顕流の門弟達であった。これらの事件が徳川幕府弱体化を更に進める結果となり、明治維新への直接の引き金に関わっている。また、門弟の中から明治維新の元勲が数多く輩出した事もあり、『薬丸どんの剣』として高名になり、「明治維新は薬丸流でたたきあげた」と言われている。
明治の後は、郷中が学舎に改称され学舎を中心に教授される。
第二次世界大戦後は、代々薬丸家に伝承した野太刀自顕流も、後継者として期待された第12代薬丸兼吉の長子薬丸兼教が沖縄戦で戦死し、薬丸本家が断絶した。その際に、野太刀自顕流薬丸本家最後の当主である薬丸兼吉は「自顕流宗家は自分までで終わりとしたい」と話していた。しかし戦後の武道人口の減少に対処すべく再度の復興を期して、昭和32年に薬丸兼吉の了解のもと、高弟奥田真夫とその弟子伊藤政夫が中心となって、共研舎に最初の薬丸流門人組織である野太刀自顕流研修会が発足した。戦後は共研舎を中心に広がりを見せていく事となる。平成10年には、その門弟であった中山正春は東隆一と共に研修会から独立し薬丸野太刀自顕流保存会を創り、彼は門弟であった薬丸康夫を宗家として擁立しようとした。薬丸康夫は薬丸幸吉(祖父)を13代、本人を14代と呼称しようとしたが、薬丸兼吉12代宗家は自分の代で断絶を宣しており、他に継承させる気持ちは全くなかった。奥田真夫や伊藤政夫等当時の高弟たちも認知したものでもなく、薬丸康夫の義理の叔父である中山正春個人の意図と思惑から出たものであり、薬丸康夫の宗家の呼称は何の根拠もなく間違いである。彼は後に保存会から独立した薬丸自顕流顕彰会の代表者であるに過ぎない。また、平成19年には奥田真夫の晩年の弟子であり、当時顕彰会に所属していた別府修一が野太刀自顕流奥田派（平成27年より野太刀自顕流兵法会と改称）の師範として独立する。一方、平成4年に伊藤政夫の弟子である井谷利之は、滋賀県大津に薬丸自顕流近江道場を設立した。(現在は閉鎖)
同じく伊藤政夫に師事した加治木島津家第十三代当主島津義秀は、川上幸男と加治木の地で自顕流を始めた曽木豊二の孫である曽木重隆と共に平成15年に青雲舎を再興し、設立したNPO法人島津義弘公奉賛会の活動の一環として、野太刀自顕流研修会青雲舎道場にて同流を修行している。
近年では学舎を中心に教授された通り、鶴尾学舎・自疆学舎でも修行されており、また、各会派から離れたもの達数名で稽古しているものもおり、より細分化されてきている。
薬丸流は後述する段位制度や技法、稽古法、礼式等に関する認識の違いから、現在では様々な会派に分かれている。しかし、本来段位制度が無く薬丸本家も断絶しているために、師範及びその後継者となる者の選考基準（流派の技自体が少なく、印可状も無いため、技を覚えれば理論上は誰でも師範として道場を持つことができる）や、公開演武における各会派の出演権など、各会派の問題も少なからず残されている。

## 特徴
八相の構えより剣を天に向かって突き上げ、腰を低く落とした、示現流とは異なる「蜻蛉（トンボ）」の姿勢を基本とし、「続け打ち」を反復して練習する。奥田真夫は「蜻蛉」の名称を使うのを嫌ったとされる。時代劇や剣術の解説書等で「蜻蛉の構え」と説明されるが、「構え」とは敵の攻撃からの防御を意味する言葉なので、薬丸自顕流の修業者はこの呼び方を嫌い、「蜻蛉を取る」と呼ぶ（これは示現流にも共通である）。薬丸自顕流は先制攻撃を重視する流派であり、万一、敵に先制攻撃を仕掛けられた場合には、自分が斬られるより先に一瞬の差で相手を斬るか、相手の攻撃を自分の攻撃で叩き落とすかで対応する。防御のための技は一切無い。
抜刀術的な技である「抜き」も備え、「抜即斬」（抜刀がそのまま斬撃となるの意）と称される神速の攻撃が特徴。刀を腰に差した状態からの電光石火の斬り上げは、かわすのが困難だったと云われる。一度刀を抜いたら相手を斬り殺すまで攻撃を止めることはない。示現流よりも技の数が少ないが、ひとつひとつの技は示現流よりも強烈であり、その少ない技を徹底して鍛え上げる。実戦的で有名な示現流よりもさらに実戦を重視した剣術である。示現流のような難解な精神論はもちろん、他の流派と比較しても複雑な精神論は存在せず、ただ「一の太刀を疑わず、二の太刀は負け」という一撃必殺の精神を尊ぶ。
長大な野太刀と特化して鍛えられた振りの破壊力は凄まじく、他の剣術と違い体全体で膝を着くまで打ち下ろし、一切止めず地面まで振り切る為、たとえば幕末の抗争で薬丸自顕流と戦い敗れた者の中には、初太刀を受けようとして刀ごと斬られた遺体や、巻藁の如く胴体を切断された異様な遺体も多かったという。西南戦争の際、打ち込みを小銃で受けた兵士が小銃ごと頭蓋骨を叩き割られたと云う記録も残っている。
伊藤はその剣風を「地軸の底まで叩っ斬る」と表現した。
生麦事件の際、馬上のイギリス人に初太刀をあびせたのは薬丸自顕流を修めた奈良原喜左衛門(奈良原家では奈良原繁とされている)であった。奈良原は洋馬（日本産の馬より背が高い）に乗った人物に対し、「抜き」で抜刀しながら飛び上がり斬り付けたといわれている。
打ち込みの際に発する裂帛の気合いは「猿叫（えんきょう）」と呼ばれ、「鶏の絞められる声」などと例えられる程の、独特の掛け声を用いる（小説や漫画で「チェスト！」と叫ぶ場面があるが、実際にはそうは言わない。「キエーッ」と叫んでいるように聞こえる）。このことから、薬丸自顕流を知らない人からは異常な人物ではないかと誤解を受けることがあり、薩摩藩第27代藩主島津斉興は、薬丸自顕流の稽古を見た際に「まるでキチガイ剣術じゃ」と言って席を立ったと言われている。

## 技
- 続け打ち(立木打ち)
- 掛かり(懸かり)
- 早捨
- 抜き
- 長木刀
- 打廻り（打廻し）
- 槍止め
- 小太刀
- 室内の刀法

槍止め以降は口伝である。「早捨」や「槍止め」等、技名に流派の元となった示現流の影響が見られる。抜きの稽古では、本来は木刀を用いるが、現在では、刀剣の操法を学ぶという観点から、居合刀を用いて抜きの稽古をしたり、演武において真剣を用いる会派も存在する。

## 段位
野太刀自顕流は基本的に段位というものが存在しない。流派の元となった示現流は東郷家の一子相伝の形をとりながら、密教と密接な哲学観を持ちつつ、免許制度が継承されている。ところが、郷中教育や学舎、戦時中の軍事教練とともに発展した野太刀自顕流には、本来免許制度というものが無く、練達の道筋も自己研鑽次第といわれる。古くは「人を袈裟懸けに一刀両断できれば免許皆伝」と言われた。また、かつて打廻りより業が進んだ修行者には、直径8cmの唐竹に藁を巻き、その上を縄でグルグル巻いて、総直径20cmほどにして、一夜水に浸け、翌朝これを地上に立てて真剣で両断できれば、人体を両断したものとして免許皆伝を授けられた。しかし、昭和47年には、奥田真夫、伊藤政夫、一丁田四郎、永田勉、中山正春らの高弟が中心となって、「若手練習者の希望と意欲向上の一助として」試験的に段階設定を採用し、段位書を交付した。松永守道『薬丸自顕流』（昭和51年）によれば、以下のような段階となっている。
二年以上の練習したもので次の点について検討する。
- 《初段》　続打　　　　　　1.姿勢、2.気魄、3.技法

以下各段について以上三点を基礎とし、各々について更に次の点につき検討する。
- 《二段》　抜き、掛り　　　1.剣の流れ、2.足の運び・突進、3.残心
- 《三段》　打廻り　　　　　1.剣の流れ、2.体さばき・剣さばき
- 《四段》　長木刀（長棒）　1.剣の技法と気魄、2.長棒の使用
- 《五段》　槍止め、小太刀　口伝

五段審査合格した者について、適宜審査委員会にはかり、師範の資格をあたえる。
- 審査委員長　総師範　奥田真夫
- 副審査委員長　師範　伊藤政夫
- 審査委員　中山正春、永田勉、一丁田四郎、薬丸康夫

現在、このような段位制度を採用する会派もあれば、古来の制度を墨守して、段位制度を採用していないものもある。

## 天吹・薩摩琵琶との関係
薬丸流が教授されていた郷中教育では、薩摩藩士の士風形成の一環として天吹（てんぷく）と言われる、尺八に似た30cmほどの素朴なコサン竹（布袋竹）の縦笛、柴笛、薩摩琵琶が盛んに嗜まれたとされる。薬丸流における呼吸法は、これらの楽器と共通しているとされ、剣術の稽古と併修しているのは野太刀自顕流研修会のみである。
又それぞれ、薩摩琵琶同好会・天吹同好会の団体がある。

## 門弟
幕末明治の著名な門弟は以下の通り。
- 赤塚真成（精忠組。海軍大佐。）
- 有村次左衛門（精忠組。桜田門外の変で井伊直弼を斬る。）
- 池上四郎（西南戦争の薩軍五番大隊隊長。）
- 伊地知正治（精忠組。幕末の薩摩軍指揮官。宮中顧問官。伯爵。）
- 大迫貞清（県令、知事を歴任。警視総監。元老院議官。子爵。）
- 大山綱良（精忠組。寺田屋騒動鎮撫使。西南戦争時の鹿児島県県令。薩摩藩中随一の使い手といわれた。）
- 海江田信義（元々は示現流門下。精忠組。元老院議官。枢密顧問官。子爵。）
- 桐野利秋（中村半次郎。抜刀の名手で京都、長州で活躍。龍馬と親交あり。西南戦争の薩軍四番大隊隊長。）
- 江夏仲左衛門（精忠組。寺田屋騒動鎮撫使。）
- 西郷従道（隆盛の弟。精忠組。元帥海軍大将。侯爵。）
- 篠原国幹（西南戦争の薩軍一番大隊隊長。）
- 柴山矢八（海軍大将。男爵。）
- 鈴木昌之助（精忠組。寺田屋騒動鎮撫使。勇右衛門の子。）
- 鈴木勇右衛門（精忠組。寺田屋騒動鎮撫使。）
- 高島鞆之助（陸軍中将。陸軍大臣。台湾総督。追手門学院の創設者。子爵。）
- 種田政明（陸軍少将。鎮西鎮台司令官。神風連の乱で殺害。）
- 弟子丸龍助（寺田屋騒動で闘死。）
- 東郷平八郎（元帥海軍大将。侯爵。）
- 奈良原喜左衛門（精忠組。生麦事件でリチャードソンを斬る。）
- 奈良原繁（精忠組。寺田屋騒動鎮撫使。沖縄県知事。元老院議官。男爵。）
- 永田佐一郎（精忠組。寺田屋騒動前に部下の突出の責任を取って切腹。）
- 仁礼景範（精忠組。海軍中将。海軍大臣。枢密顧問官。子爵。）
- 野津鎮雄（精忠組。陸軍中将。）
- 野津道貫（元帥陸軍大将。侯爵。）
- 野村忍介（元々は太刀流、直心影流門下。西南戦争の薩軍奇兵隊隊長。南日本新聞創立者。）
- 辺見十郎太（西南戦争の薩軍雷撃隊隊長。）
- 森山新五左衛門（精忠組。新蔵の子。寺田屋騒動で重傷。後切腹。）
- 森山新蔵（精忠組。寺田屋騒動後に切腹。）
- 山口金之進（鉄之助）（精忠組。寺田屋騒動鎮撫使。戊辰戦争で戦死。）

上記のうち、中でも薬丸兼義の高弟中の高弟とされたのは大山綱良、江夏仲左衛門、森山新蔵、山口金之進という。
また、太平洋戦争時の陸海軍参謀だった以下2名も薬丸流門下である。
- 薬丸兼教　(薬丸家直系で陸軍中佐。沖縄戦終結直前、ゲリラ戦指揮の為司令部を脱出、その後行方不明となり戦死したと推定される。）
- 山本祐二（海軍大佐。戦艦大和特攻で戦死。）